# 约翰·弗里德里希·格梅林
约翰·弗里德里希·格梅林（1748年8月8日—1804年11月1日）是一名德国博物学家、植物学家、昆虫学家、爬虫两栖类学家和軟體動物學家。

## 生平
1748年，约翰·弗里德里希·格梅林出生在蒂宾根，是植物学和化学家菲利普·弗里德里希·格梅林的长子。在父亲的指导下，他在蒂宾根大学修读医学课程，于1768年获得硕士学位。
1769年，格梅林成为了蒂宾根大学的医学副教授。1773年，他成为哥廷根大学的哲学教授和医学副教授。1778年，他成为医学正教授，并兼任化學、植物学和矿物学教授。
格梅林后来出版了若干本关于化学、制药科学、矿物学和植物学的教科书。他还整理完善了卡尔·林奈的著作《自然系統》，于1788年和1789年发布了第13版。该版本涵盖了对许多新物种的描述和用二名法的科学命名，包括之前英国鸟类学家约翰·莱瑟姆在其著作《鸟类概论》中未用二名法命名的鸟类。格梅林的版本是超过290种鸟类以及许多蝴蝶物种的规范缩写标准。

## 遗产
他的知名学生包括卡尔·弗里德里希·基尔迈尔和弗里德里希·施特罗迈尔。他的儿子是利奥波德·格梅林，后来成为了知名的化学家。
他于1789年命名了帶紋狗魚。在爬虫两栖类学领域，他命名了许多两栖动物和爬行动物的新物种。在軟體動物學领域，他命名并描述了许多腹足纲动物。

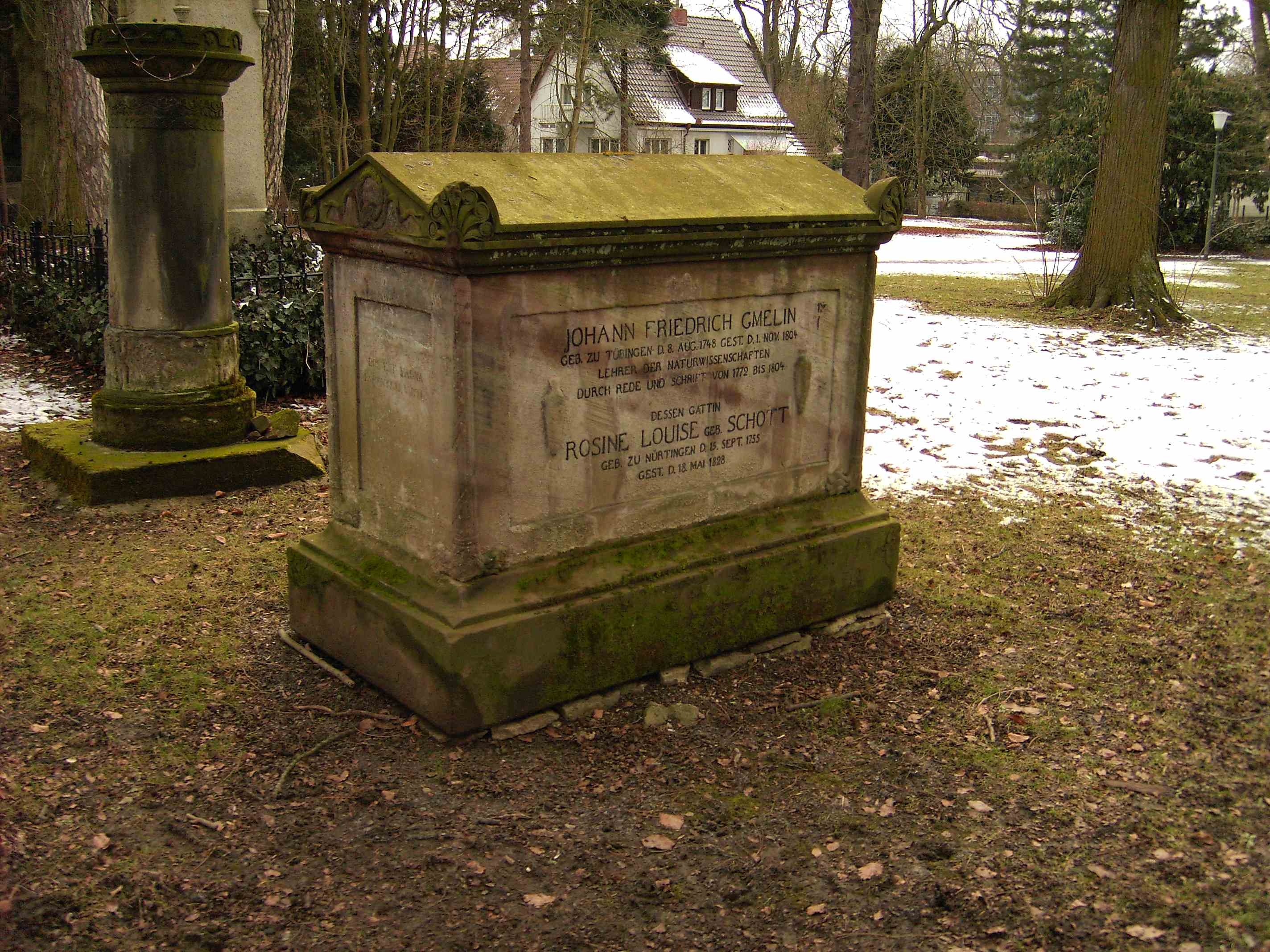
位于哥廷根的墓地

 有时也有缩写成"Gmel."的情况

## 所命名的分類
（列表可能不完整）
- 33个约翰·弗里德里希·格梅林命名的生物分类

## 著作
格梅林的知名著作包括：
| 中文译名         | 原文 | 备注               |
| ---------------- | ---- | ------------------ |
| 《植物的应激性》 |      | 1768年硕士毕业论文 |
| 《毒药概论》     |      | 1776年             |
| 《有毒植物概论》 |      | 1777年             |